# 朱勇 (明朝)
朱勇（1391年8月22日—1449年8月30日），明军人物，朱能之子。

## 生平
朱勇继承父亲朱能的爵位，歷掌都督府事，留守南京。永樂二十二年，跟从朱棣北征。明宣宗即位后，平定朱高煦叛乱，并征讨兀良哈。張輔解除兵权时，明宣宗下诏由朱勇替代。因为南北諸衛所軍備邊轉運互相交错，朱勇請專令南軍轉運，北軍備邊。又上言命选精兵到边疆包围，并请命各爵位子弟操练，均得到批准。正统九年，出击喜峰口，擊朵顏諸部，之后返回时被兵部尚書徐晞弹劾。明英宗下诏不追问，并因功加封其为太子太保。
正统十四年八月十三日（1449年8月30日），跟从明英宗出征北伐，在土木堡时迎战鷂兒嶺，中伏击而死，其五万部队被全歼。于谦上书追论其罪，后被夺爵位。景泰元年，朱勇子朱儀请求葬祭，明代宗表示其身为大将喪師辱國，致使皇帝被逮，不予批准。之后再次请襲。礼部尚书胡濙主持，并以立東宮恩得嗣，減歲祿至千石。天順年间，追封朱勇為平陰王，謚武愍。朱儀及子朱輔皆守備南京。

## 墓志铭
平阴武愍王墓志铭

国子祭酒前经筵国史官中宪大夫太常少卿兼翰林侍读学士东吴陈询撰

光禄大夫少傅礼部尚书毘陵胡濙书

魏国公凤阳徐承宗篆

正统十四年岁在己巳秋八月十三日，特进荣禄大夫、右柱国、太保、成国公朱公，奉命征讨虏寇，薨于军。越八年丁丑，改元天顺，春三月十三日，上追念劳勋，加封平阴王，谥曰武愍。诏有司治坟，葬王爪发冠服，尔复赐祭立碑。王婿中军都督同知郭公震述王行状，偕王胤子国公仪，以志铭属询。窃惟自永乐戊戌，叨第进士，入翰林，瞻王风度，心恒敬重。迨正统初，上开经筵，以讲帝王治道。时王知经筵事。询忝预讲列，历十余年，沐王不鄙，礼待无替，志铭其敢辞乎？遂志而铭之。谨按：王讳勇，字惟贞，世为凤阳怀远人。祖亮，当元季之乱，从太祖高皇帝立战功，授燕山中护卫千户。父能，袭官。刚毅英烈，智力绝伦。从太宗文皇帝靖内难。永乐元年癸未，以元勋拜太傅，封成国公。四年丙戌，帅师征交趾，以疾薨。追封东平王，谥曰武烈。三代考皆如其封，妣及配皆封王夫人。乃命王袭公爵。王笃学砺行，重义轻利。屏奢华，尚淡泊，敦厚简静。经史韬略，天文武艺，无不研精。在公则竭虔诚，居家则尽孝友。其驭下也，威而不猛；其待贤也，恭而且和；其提兵习战也，号令严明。桓桓赫赫，而人皆莫敢仰视。太宗素眷注之。爰自七年己丑迄于甲辰，凡巡狩、往来、扈跸、留守、兵政，悉以任王。仁宗昭皇帝、宣宗章皇帝绍承大宝，委任尤至。宣德元年丙午秋，庶人高煦叛，王劝宣宗亲征。师至近郊，忽雷雨大作。王知天意有在，请兼程以进。及围贼城，贼不意师之神速也。即日出降。三年戊申，加太子太保，大营五军将士，皆属王训练。自是每岁秋冬，扈从巡边，屡献长策。一请以南军输漕，北军轮操，沿边军各还守卫。二请选兵十万，以益五军。三请训练武臣子孙，以待任用。四请扩屯田，以舒转运。宣宗皆嘉纳之。十年乙卯春正月，上即位。王宿卫禁闼，防范周密，竭诚辅导。上鉴王忠勤，正统元年丙辰，命王知经筵、督训大营及五军、三千左右、十队围子手、宝纛、什物、诸营将士课。袭爵公、侯、伯，悉从提督操练。稍暇，宜究书史，讲明义理，以成德行。王体上意，务殚心力，以求副焉。四年己未，加特进荣禄大夫、右柱国。九年甲子，统兵出喜峰口，剿杀胡寇，败之于富峪川，追及热水川，俘获人口、马驼、牛羊以还。论功进太保。至己巳秋，胡寇犯边，王领兵从上亲征，师次土木。寇进逼宣府境，上命王提兵四万御之。至鸡鸣山，军未及阵，监军刘僧不度地形及兵之虚实，率其所部突入隘口。王惧僧失律，促兵进援。伏发，僧众陷没。王遂力战以薨。王生于洪武辛未七月二十一日，寿五十九。配王氏，都督官同之女。贤而克相其家，封公夫人。男子二：仪，袭公爵；佶，羽林前卫指挥使。女五：长适泰宁侯陈瀛，次归于震，次适彭城伯张瑾，次适武功中卫指挥使韩铭，次幼，在室。呜呼！王承先泽，袭高爵，历佐列圣，总督大兵，恩命赐赉，勋贵孰俦。然小心翼翼，弗自满假，立朝四十余年，而始终一致。矧其功德之显著者有徵，而阴骘于人者无筭。是则生膺眷宠之厚，死荷加封之崇，固其宜也。铭曰：

上世积德，发于先王。宣力树勋，以佐文皇。惟王明哲，善述善继。克忠克贞，殚厥劳勣。

五朝任重，四纪恩隆。不骄不矜，谦恭始终。穹碑峩峩，佳城郁郁。光昭祖宗，烈烜天日。

光烈之盛，子孙其承。余庆绵绵，世世昌荣。